# Tarifzone
Tarifzonen sind Teilzonen von Bereichen, die von Verkehrsunternehmen im Öffentlichen Personennahverkehr mit öffentlichen Verkehrsmitteln bedient werden. Sie dienen zur Festlegung eines angemessenen Fahrpreises. Je mehr Tarifzonen durchfahren werden, desto höher ist der Fahrpreis. In der Regel steigt er mit jeder zusätzlich befahrenen Zone um eine sogenannte Preisstufe. Auf längeren Strecken werden dabei oft nicht mehr alle Zonen mitgezählt, hier besteht eine Deckelung ab einer gewissen Anzahl durchfahrener Zonen. 
Die als Tarifzonen bezeichneten Einheiten, auch Zone, Tarifgebiet, Tarifwabe, Wabe, Tarifring, Ring oder – im Verkehrsverbund Vorarlberg – Domino genannt, richten sich meist nach der Entfernung und/oder den Gemeindegrenzen. Ringförmige Tarifzonen sind insbesondere dann anzutreffen, wenn die meisten Fahrbeziehungen mit dem Zentrum bestehen bzw. radial verlaufen, beispielsweise im Münchner Verkehrs- und Tarifverbund (MVV). Die zugehörigen Tarifzonenpläne werden in diesem Fall auch als „Tarifspinne“ bezeichnet. 
In Deutschland sind in den meisten Verkehrsverbünden Tarifzonen festgelegt. Lediglich der Verkehrsverbund Süd-Niedersachsen arbeitet alternativ mit einem Relationstarif, einige weitere Verbünde verwenden hingegen einen Teilstrecken- oder Kilometertarif.   